# Pipoqueira

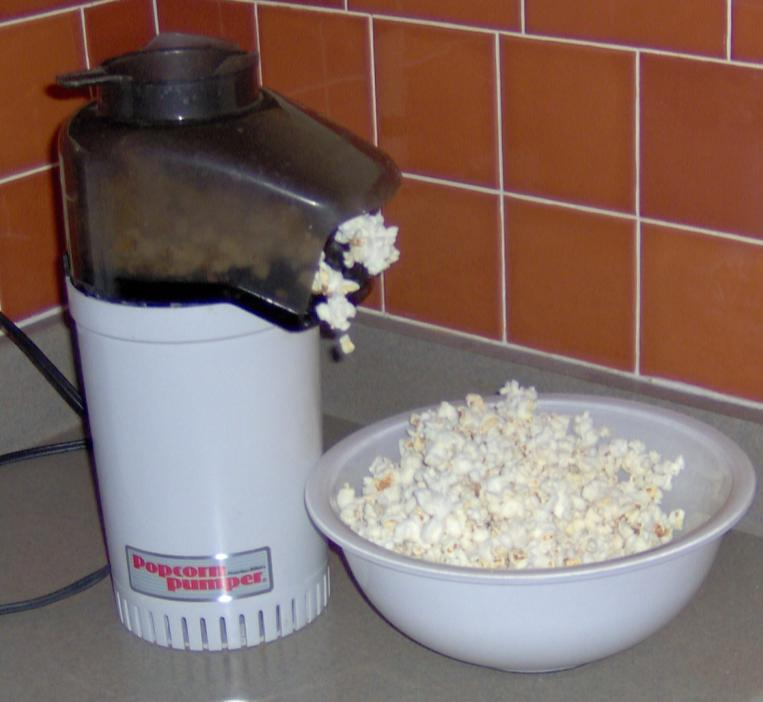
Uma pipoqueira doméstica

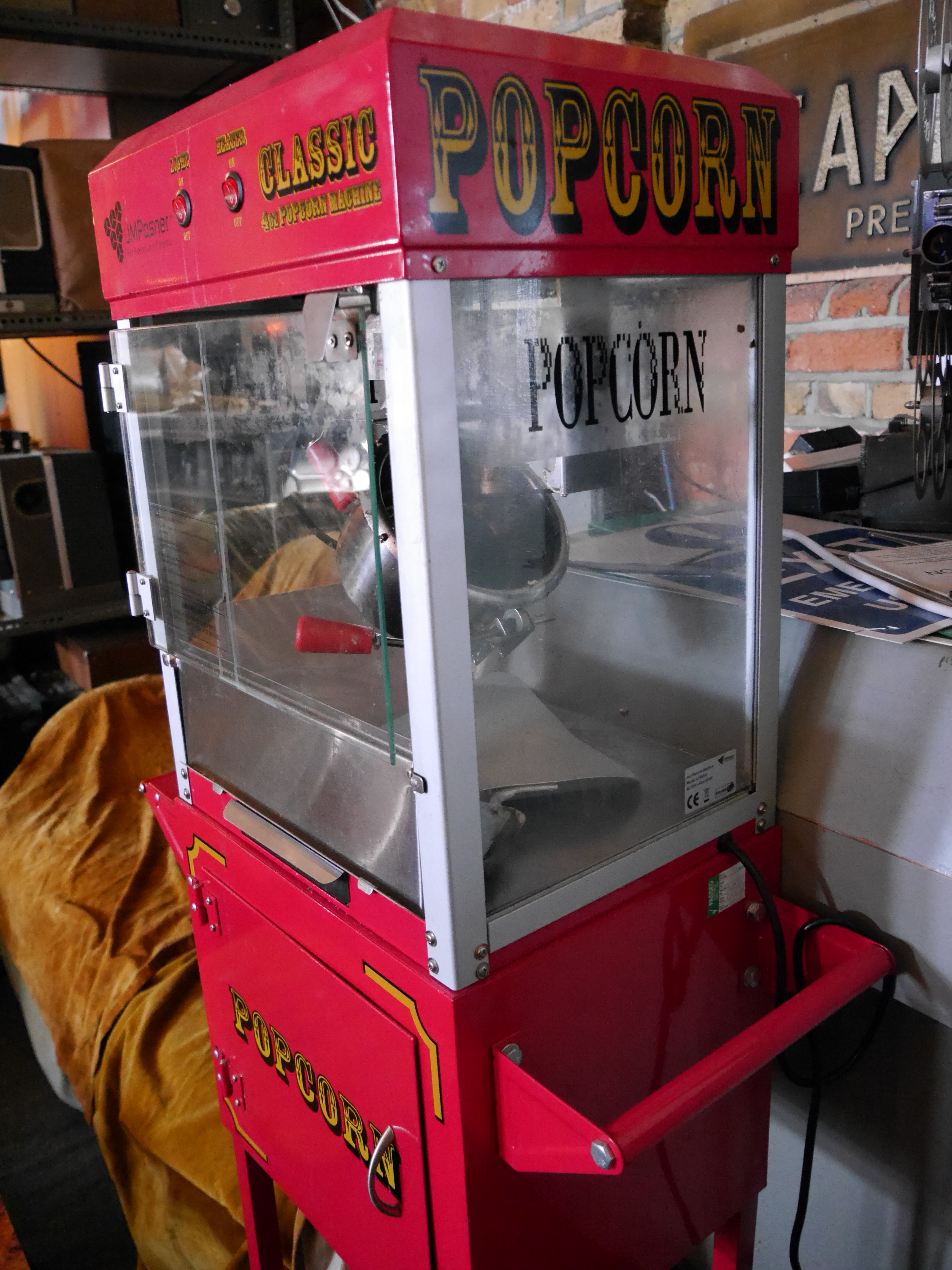
Pipoqueira de cinema antiga

Uma pipoqueira é um aparelho usado para estourar pipoca. Desde os tempos antigos, a pipoca tem sido um lanche popular, produzido através da expansão explosiva de grãos de milho aquecidos. Máquinas de pipoca comerciais em grande escala foram inventadas por Charles Cretors no final do século XIX. Também existem muitos tipos de métodos caseiros de pequena escala para estourar milho.
A maioria das pipocas vendidas para consumo doméstico agora é embalada em um saco para uso em um forno de micro-ondas. Como resultado, a popularidade das pipoqueiras para uso doméstico diminuiu muito nas últimas décadas.